# Gare d'Oakland
La gare d'Oakland (ou Oakland – Jack London Square) est une gare ferroviaire des États-Unis située à Oakland en Californie ; elle est desservie par Amtrak. C'est une gare avec personnel. Il y a également la Gare Coliseum Airport à Oakland.

## Histoire
Elle est mise en service en 1995.

## Service des voyageurs

### Desserte
- Lignes d'Amtrak[1] :
  - Le Capitol Corridor: San Jose - Auburn
  - Le Coast Starlight: Los Angeles - Seattle
  - Le San Joaquins: Oakland - Bakersfield